# 285 av. J.-C.
Cette page concerne l'année 285 av. J.-C. du calendrier julien proleptique.

## Événements
- 1er avril (21 avril du calendrier romain) : début à Rome du consulat de Marcus Aemilius Lepidus et Caius Claudius Canina[1].

- Printemps : défaite finale de Démétrios Ier Poliorcète devant Agathoclès, le fils aîné de Lysimaque. Il s'enfuit en Cilicie et est fait prisonnier par son gendre Séleucos Ier[2].

- Hiver 285-284 av. J.-C.[3] : en Égypte, Ptolémée Ier Sôter abdique en faveur de son fils Ptolémée II Philadelphe auparavant associé au trône. Ptolémée II règne jusqu'en 246 av. J.-C.[4]. Ptolémée Kéraunos (la foudre), demi-frère de Ptolémée II Philadelphe, évincé du trône par son père, se réfugie en Thrace à la cour de Lysimaque[5].

- Lysimaque chasse Pyrrhus de Macédoine[5].

## Décès
- Dicéarque, philosophe et géographe grec.